# Jorge Carranza
Jorge Carlos Carranza (Córdoba, 7 maggio 1981) è un calciatore argentino, portiere dell'Aldosivi in prestito dall'Instituto (C).

## Carriera
È cresciuto nelle giovanili dell'Instituto (C).

## Palmarès

### Club

#### Competizioni nazionali
- Primera B Nacional: 1

Instituto (C): Apertura 2003